# Жуковщинский сельсовет
Жуковщинский сельсовет — административная единица на территории Дятловского района Гродненской области Республики Беларусь. Административный центр — агрогородок Жуковщина.

## История
12 октября 1940 был образован Стрельский сельский Совет с центром в д. Стрела. 12 ноября 1973 центр сельсовета перенесён в д. Жуковщина с переименованием сельсовета.
11 февраля 1972 в его состав включены населённые пункты упразднённого Нагородовичского сельсовета.
Названия:
- с 12.10.1940 — Стрельский сельский Совет депутатов трудящихся
- с 12.11.1973 — Жуковщинский сельский Совет депутатов трудящихся
- с 7.10.1977 — Жуковщинский сельский Совет народных депутатов
- с 15.3.1994 — Жуковщинский сельский Совет депутатов[1].

Административная подчинённость:
- с 12.10.1940 — в Дятловском районе
- с 25.12.1962 — в Лидском районе
- с 6.1.1965 — в Дятловском районе[1].

## Состав
Жуковщинский сельсовет включает 18 населённых пунктов:
- Алёхновичи — деревня
- Бондари — деревня
- Гезгалы — агрогородок
- Гезгалы — деревня
- Глушица — деревня
- Жуковщина — агрогородок
- Зачепичи — деревня
- Коршаки — деревня
- Коски — деревня
- Великие Крагли — деревня
- Малые Крагли — деревня
- Несиловичи — деревня
- Нагородовичи — деревня
- Петюки — деревня
- Погири — деревня
- Серафины — деревня
- Стрела — деревня
- Устье — деревня

## Культура
- Литературный музей ГУО "Жуковщинский д/с- средняя школа" в аг. Жуковщина